# Бломме, Ксандер
Ксандер Бломме (нидерл. Xander Blomme; род. 21 июня 2002, Экло, Фламандский регион) — бельгийский футболист, полузащитник клуба «Гоу Эхед Иглз».

## Клубная карьера
Бломме — воспитанник клуба «Брюгге». В 2020 году он начал выступать за дублирующий состав. Летом 2022 года Бломме перешёл в нидерландский «Гоу Эхед Иглз». 13 августа в матче против ПСВ он дебютировал в Эредивизи. 23 апреля 2023 года в поединке против ситтардской «Фортуны» Ксандер забил свой первый гол за «Гоу Эхед Иглз».